# 川湯温泉 (北海道)

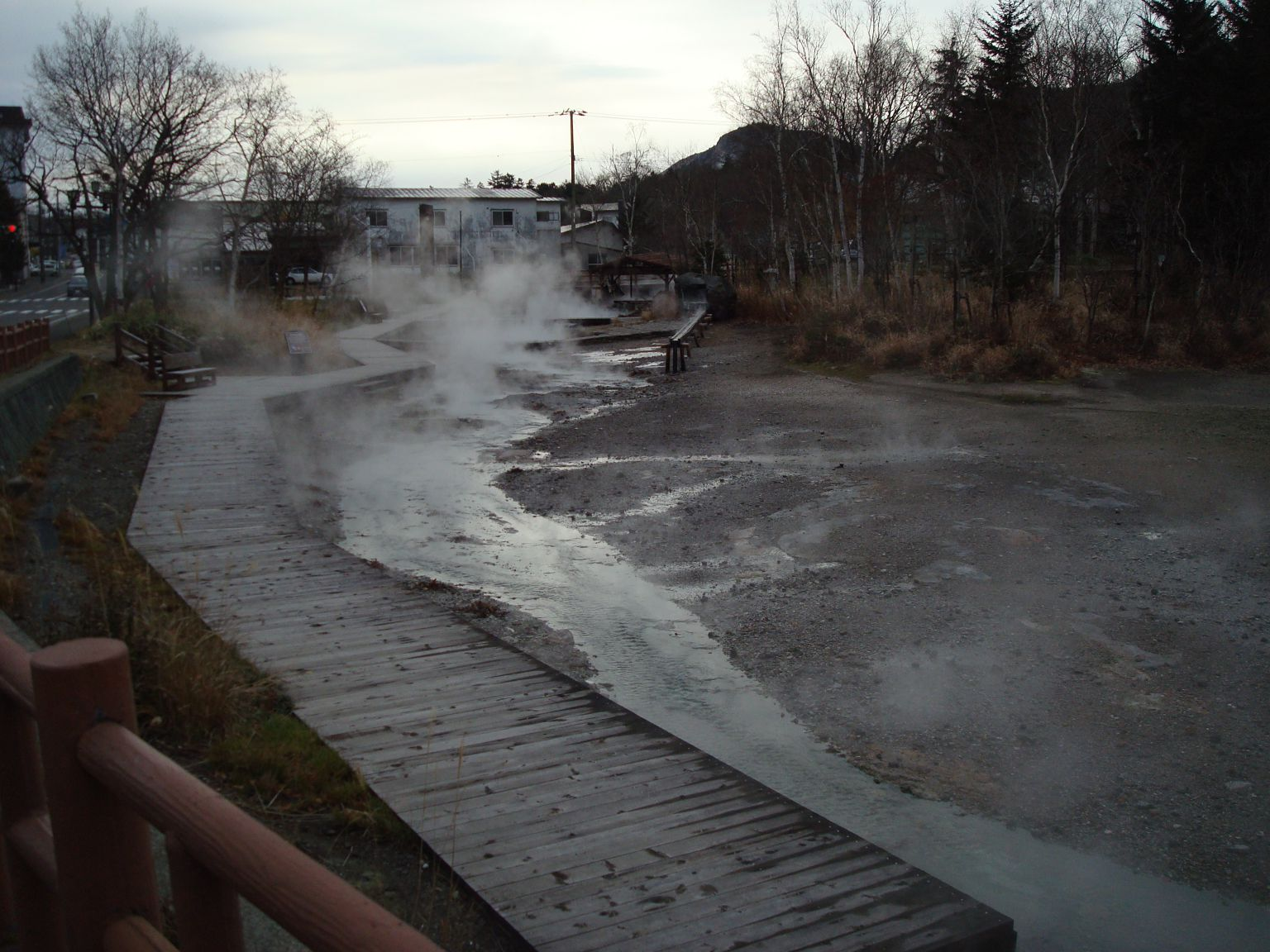
温泉街を流れる温泉川

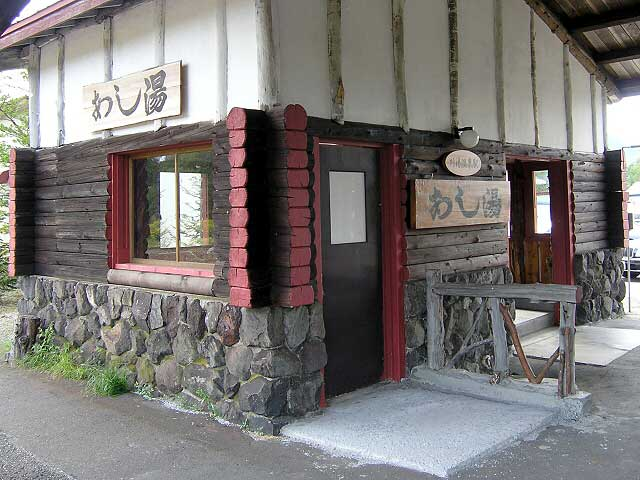
川湯温泉駅の足湯

川湯温泉（かわゆおんせん）は、北海道川上郡弟子屈町にある温泉である。川湯の名は、アイヌ語の「セセキ（熱い）ペツ（川）」を意訳したものである。温泉街のなかを高温の温泉川が流れている。

## 泉質
- 硫黄泉、酸性明礬泉など。
- 眼や傷にしみるほか、釘を溶かすなど、貴金属が腐食するため、腕時計をつけないなどの注意をする必要がある。
- 湯の花が湯船に沈殿する。

## 温泉街
高温の湯が流れる温泉川の源流である湯元を中心に、20軒余りのホテル・旅館・土産物店・飲食店等が温泉街を形成している。町中に湯の川が流れ、湯けむりと硫黄の香りが漂う情緒深い温泉街である。その他にも無料の足湯や、共同浴場（有料）もある。湯量が豊富であるが、強酸性泉で循環機器に不適なため、全ての施設が掛け流しである。さらに、その掛け流しを売りにしようと、「源泉かけ流し宣言」もされている。
温泉街周辺には、環境省の川湯エコミュージアムセンターや、この地で少年時代を過ごした第48代横綱：大鵬幸喜の功績を讃える資料館の大鵬相撲記念館、温泉熱を利用した屋内プール、地元の信仰を集める川湯神社等がある。

### 川湯駅前温泉
川湯温泉駅に無料の足湯が併設されている。駅から国道391号にかけて2軒の温泉ホテル・旅館等がある。
こちらの泉質は川湯温泉と違い、中性でナトリウム-炭酸水素塩泉等となっている。ガイド本や紹介サイトによっては、川湯温泉とひとくくりにされる事もある。

## 歴史
前述の通り温泉川が流れており、温泉の存在は古くから知られていたが、湯治場としての川湯の起源は定かでない。宿泊施設としては、1886年（明治19年）に温泉宿が設立された記録があるが、硫黄山で働く人夫の賭博場と化してしまったため、すぐ閉鎖された。その後、1904年（明治37年）にロシア風建築の温泉宿が設立され、これが現在の川湯温泉のおこりとされる。
大正時代まではこの1軒のみが細々と営業を続けていたが、昭和に入ってからは自動車道路の開通に続き、1930年（昭和5年）に釧網本線が開通、1934年（昭和9年）には阿寒国立公園が設立され、湯治客は激増した。
第二次世界大戦中は観光需要が冷え込み、また終戦後すぐの1948年（昭和23年）には大火災に見舞われるなどした。しかし、1953年（昭和28年）に公開され大ヒットした映画『君の名は』で屈斜路湖周辺が撮影地となったことから、当地を訪れる観光客が再び激増し、温泉街は急速に発展した。
1970年代までは冬季の道路閉鎖が多かったが、その後除雪体制や道路整備が進み、年間を通して温泉客を呼び込む態勢が整った。最盛期の1991年度（平成3年度）には年間734,000人の宿泊客が訪れた。
しかしその後は宿泊客の減少が続いた。2011年（平成23年）に発生した東日本大震災による自粛ムード、2018年（平成30年）に発生した北海道胆振東部地震の影響なども響いた。2020年（令和2年）時点で、営業不振により休業したままのホテル・旅館が10軒ほどあり、一部は廃屋化し景観上の問題となっている。さらに新型コロナウイルス感染拡大の影響もあり、2020年度（令和2年度）の宿泊客は91,000人にとどまった。
なお、「川湯」の由来については、前述のアイヌ語「セセキベツ」を意訳する際、既に函館近郊の湯の川温泉（こちらはアイヌ語「ユ（湯）ベツ（川）」の意訳）が存在していたため、「川湯」と順序を変えたとされている。

## アクセス
- 鉄道 : 釧網本線川湯温泉駅より阿寒バスで約10分。
- 自家用車 : 道東自動車道足寄インターチェンジより国道241号・国道391号経由。